# Bokticka
Bokticka (Inonotus nodulosus) är en svampart som först beskrevs av Elias Fries, och fick sitt nu gällande namn av Petter Adolf Karsten 1882. Bokticka ingår i släktet Inonotus och familjen Hymenochaetaceae.  Arten är reproducerande i Sverige. Inga underarter finns listade i Catalogue of Life.